# Koro, Mali
Koro är en kretshuvudort i Mali.   Den ligger i regionen Mopti, i den centrala delen av landet, 600 km öster om huvudstaden Bamako. Koro ligger 260 meter över havet och antalet invånare är 62 681.
Terrängen runt Koro är mycket platt. Runt Koro är det ganska glesbefolkat, med 35 invånare per kvadratkilometer. Det finns inga andra samhällen i närheten. Trakten runt Koro består i huvudsak av gräsmarker.